# Laguna (Santa Catarina)
Laguna er en kommune i den sydlige delstat Santa Catarina, i Brasilien. Blandt indbyggerne kaldes kommunen lagunense.
28°28′58″S 48°46′51″V / 28.4828°S 48.7808°V